# Hueytlalpan
Hueytlalpan är en ort i Mexiko.   Den ligger i kommunen Hueytlalpan och delstaten Puebla, i den sydöstra delen av landet, 160 km öster om huvudstaden Mexico City. Hueytlalpan ligger 943 meter över havet och antalet invånare är 5 734.
Terrängen runt Hueytlalpan är kuperad åt nordost, men åt sydväst är den bergig. Runt Hueytlalpan är det ganska tätbefolkat, med 129 invånare per kvadratkilometer. Närmaste större samhälle är Olintla, 8,4 km norr om Hueytlalpan. I omgivningarna runt Hueytlalpan växer huvudsakligen savannskog.